# Musée historique de Strasbourg
Le musée historique de la ville de Strasbourg est un musée consacré à l'histoire de la ville. Il est situé au no 2 de la rue du Vieux-Marché-aux-Poissons, au bord de l'Ill, entre la place de la Cathédrale et celle du Corbeau.

## Histoire

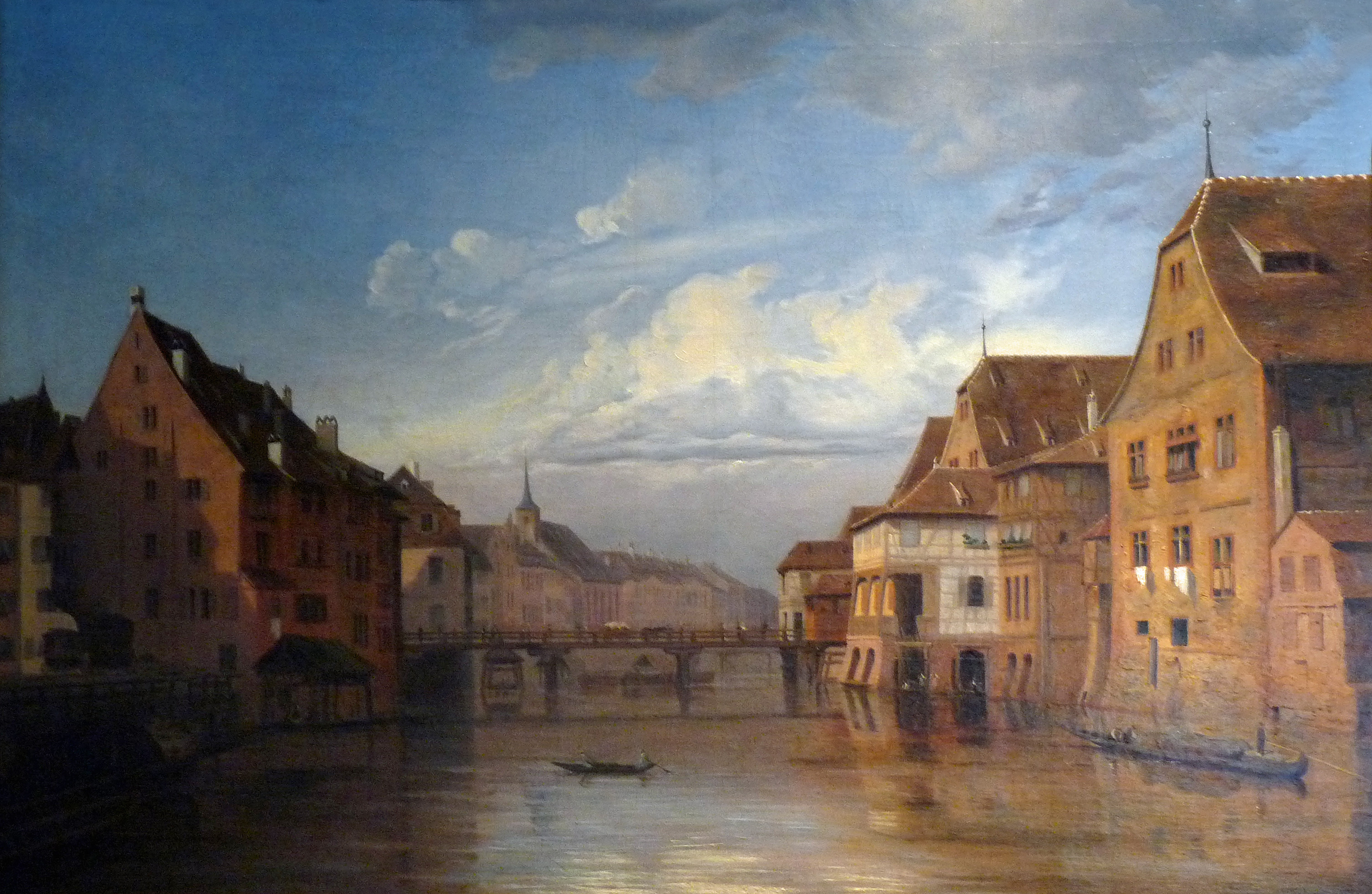
Le Pont du Corbeau et la Grande Boucherie (Eugène Petitville, 1841). A droite, la Grande Boucherie et l'abattoir construit dans la cour et en partie au-dessus de l'Ill.

Fondé en 1920, le musée occupe le bâtiment de l'ancienne Grande boucherie de Strasbourg (édifié en 1586-1588), classé monument historique.
Le 30 juin 2007, après vingt ans de fermeture pour travaux, le musée rouvre ses portes sous la direction de Monique Fuchs pour présenter une première tranche de l'histoire de Strasbourg, allant des premières traces de civilisation à l'année 1800 ; la seconde tranche est ouverte le 16 novembre 2013, elle correspond au premier étage du bâtiment et couvre la période napoléonienne jusqu'à nos jours. Fin 2013, la réouverture est donc complète et toutes les salles du musée ouvertes au public.

## Collections
Le musée présente l'histoire politique, économique et sociale de Strasbourg, à travers un ensemble d'objets militaires, de vêtements, de peintures, de dessins, de sculptures et de toute une collection d'objets allant du Moyen Âge au XVIIIe siècle. Des collections plus récentes devraient être présentées après la fin de la deuxième phase des travaux.

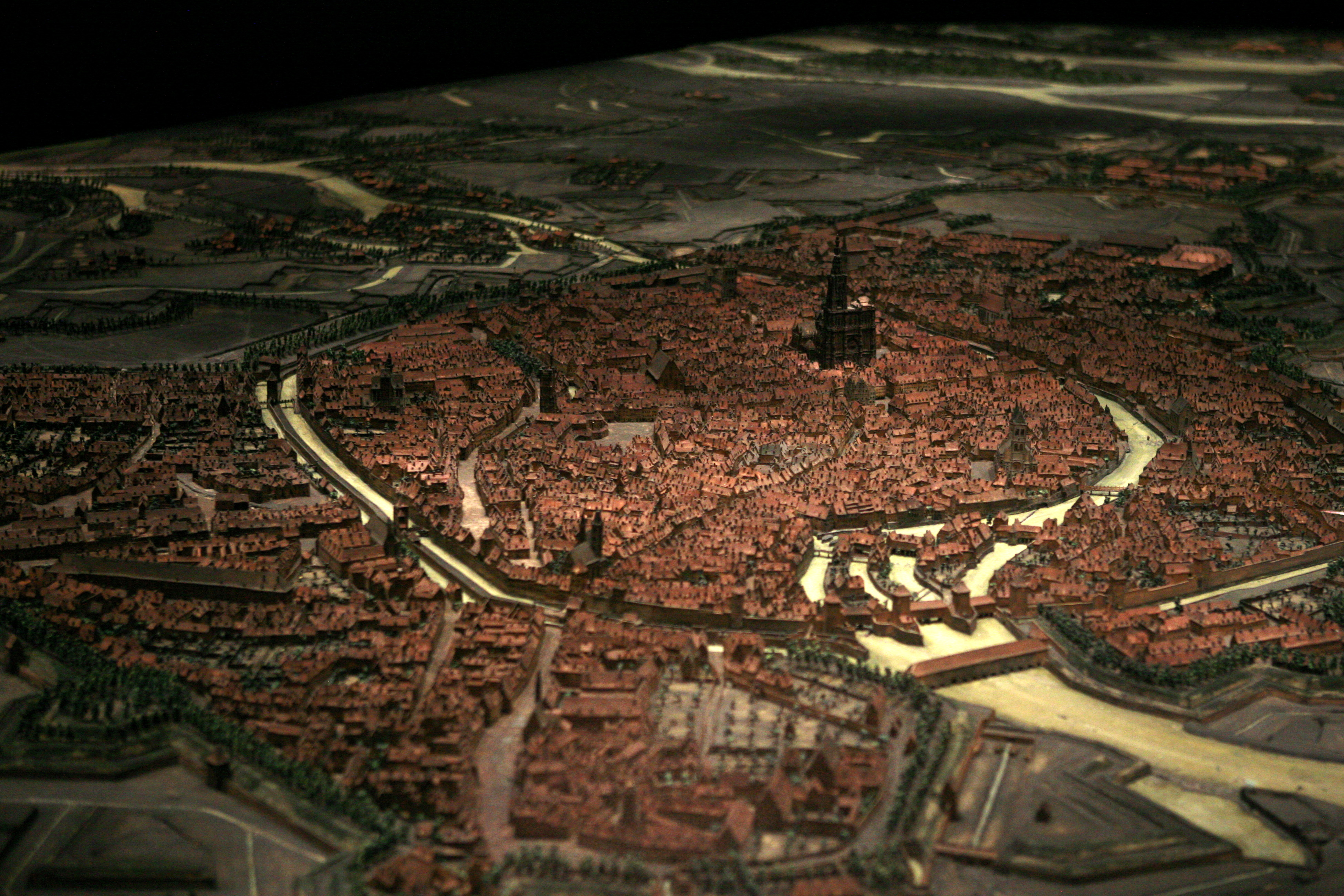
Plan-relief de Strasbourg.

Seuls 1 650 des 200 000 objets que possède le musée sont présentés, dont une pièce remarquable : un plan-relief datant de 1727. Il s'agit d'une représentation de la ville et de ses environs immédiats sous forme de maquette, à l'échelle 1/600e, sur une surface de près de 80 m2.

## Accès
- Ligne 10 du bus urbain de Strasbourg, arrêt Corbeau.
- Lignes A et D du tramway de Strasbourg, arrêt Porte de l'Hôpital.